# 九七式機槍
九七式機槍是日本海軍將維克斯空用機槍國產化後的空用機槍，主要採用在1930年代服役的日制軍用機上。

## 簡介
在1910年代日英同盟期間，日本帝國海軍大量引進英製先進武器，從最初服役的艦上戰鬥機便是使用英國製7.7公厘維克斯E型航空機槍（毘式７粍７固定機銃），引進同時也獲得英國生產圖紙實施國產化，主要生產單位是鎮守府下所屬之海軍工廠；第一個國產廠商是吳海軍工廠，1934年（昭和9年）橫須賀海軍工廠機槍工廠完工後，吳工廠的產線逐漸轉移。經過十多年的授權生產後，日本帝國海軍掌握了全自製技術，並改稱九七式七粍七機銃，並將技術逐漸轉移給日本民間廠商製造。在1930年後的海軍機種配備的7.7公厘機槍，大部分指涉的均為九七式。在二戰初期，九七式因為載彈量多（如零戰機首機槍單挺備彈即有700發）且彈道下墜速度較慢，得到老練飛行員的信賴。
以日本王牌飛行員坂井三郎的使用經驗，為配合螺旋槳同步阻斷器，機槍實際射速約落在每分鐘600-700發
| 子彈射擊距離〔公尺〕 | 抵達時間〔秒〕 | 下墜量〔公分〕 |
| 100                  | 0.140          | 6              |
| 200                  | 0.235          | 26             |
| 300                  | 0.364          | 61             |
| 400                  | 0.500          | 114            |
| 500                  | 0.645          | 185            |
| 600                  | 0.800          | 279            |
| 700                  | 0.965          | 398            |
| 800                  | 1.142          | 545            |
| 900                  | 1.331          | 725            |
| 1000                 | 1.534          | 953            |

基本上，九七式和先前的維克斯機槍性能一致；但是弔詭的地方在，日本帝國陸軍在1927年找上英國原廠授權改製出八九式機槍。兩型槍機械結構並無差別，只有使用子彈上的不同（海軍使用仿製自英式.303彈的九二式子彈、陸軍使用自行開發的7.7×58毫米SR八九式機槍彈），形成同一槍型重複授權的狀況。這情形也是日本軍隊因軍種本位主義內耗的一個縮影。

## 相關條目

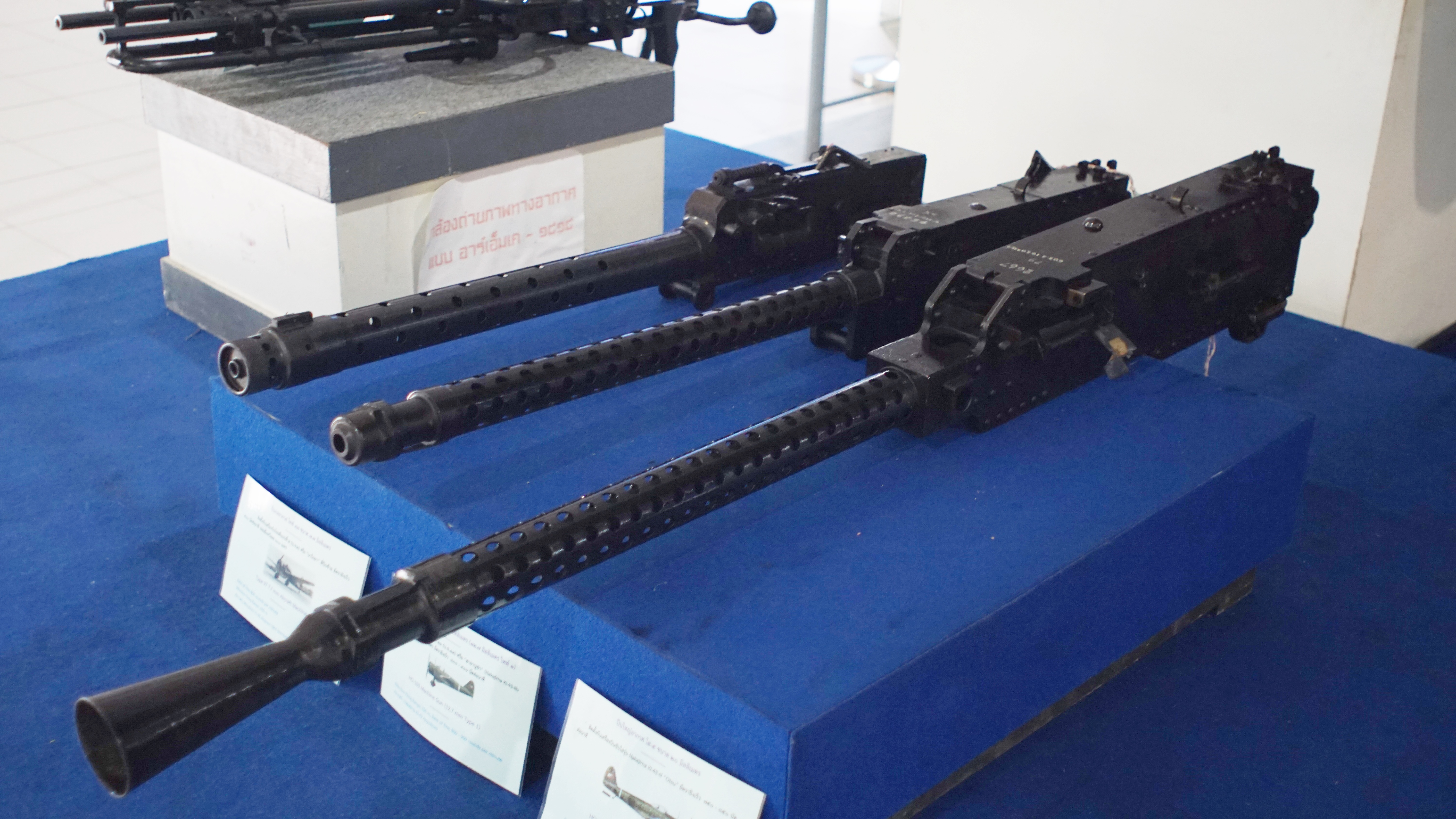
7.7毫米口徑九七式機槍（最遠），12.7毫米口徑Ho-103重機槍（中間）和Ho-5機炮（最近）

## 使用機種
- 九六式艦上戰鬥機
- 零式艦上戰鬥機

## 外部連結
- 旧日本陆海军航空枪炮发展史（页面存档备份，存于）